# جسپر، تگزاس (فیلم)
«جسپر، تگزاس» (انگلیسی: Jasper, Texas (film)) یک فیلم به کارگردانی جفری دبلیو. برد است که در سال ۲۰۰۳ منتشر شد.